# Arghandáb
Arghandáb (persky رود ارغنداب‎, paštunsky ارغنداب رود‎) je 400 kilometrů dlouhá řeka v jižním Afghánistánu, kde protéká provinciemi Ghazní, Zábul, Kandahár a Hilmand, kde se vlévá do řeky Hilmandu, která končí v bezodtoké  Sístánské pánvi.
Teče převážně jihozápadním směrem. Na svém středním toku míjí ze severozápadu Kandahár, hlavní město stejnojmenné provincie. Do Hilmandu se vlévá přibližně dvacet kilometrů jižně od města Laškargáh, hlavního města provincie Hilmand.
Největším přítokem je levostranný Tarnák, který se do Arghandábu vlévá přibližně přibližně padesát kilometrů jihozápadně od Kandaháru. Další významnou řekou jeho povodí je Arghastán, levostranný přítok Tarnáku.